# Ole (Estland)
Ole is een plaats in de Estlandse gemeente Hiiumaa, provincie Hiiumaa. De plaats heeft de status van dorp (Estisch: küla).
Tot in oktober 2017 behoorde Ole tot de gemeente Emmaste en sindsdien tot de fusiegemeente Hiiumaa.

## Bevolking
De ontwikkeling van het aantal inwoners blijkt uit het volgende staatje:
| Jaar            | 2000 | 2011 | 2017 | 2019 | 2020 | 2021 |
| --------------- | ---- | ---- | ---- | ---- | ---- | ---- |
| Aantal inwoners | 3    | 2    | 4    | 5    | 5    | 4    |

## Ligging
Ole ligt aan de westkust van het eiland Hiiumaa. Langs de oostgrens van het dorp loopt de Tugimaantee 84, de secundaire weg van Emmaste naar Luidja.
In de buurt van de kust ligt op de grens tussen Ole en Vanamõisa een zwerfkei met de afmetingen 8,5 x 5,8 x 3,4 meter en een omtrek van ca. 20 meter, de Nõrgakivi.

## Geschiedenis
Ole werd voor het eerst genoemd in 1583 onder de naam Hollo Simon, een boerderij. In 1712 heette ze Hole en in 1798 Holle. Vanaf het begin van de 18e eeuw lag ze op het landgoed van Kassar (Kassari).
Tussen 1977 en 1997 hoorde Ole, net als het buurdorp Prähnu, bij Külaküla.